# العلاقات الإيطالية الفنلندية
العلاقات الإيطالية الفنلندية هي العلاقات الثنائية التي تجمع بين إيطاليا وفنلندا.

## مقارنة بين البلدين
هذه مقارنة عامة ومرجعية للدولتين:
| وجه المقارنة                                              | إيطاليا                                                  | فنلندا                                                                               |
| --------------------------------------------------------- | -------------------------------------------------------- | ------------------------------------------------------------------------------------ |
| المساحة (كم2)                                             | 301.34 ألف                                               | 338.42 ألف                                                                           |
| عدد السكان (نسمة)                                         | 60.60 مليون                                              | 5.52 مليون                                                                           |
| الكثافة السكانية (ن./كم²)                                 | 201.1                                                    | 16.31                                                                                |
| العاصمة                                                   | روما، فلورنسا، تورينو                                    | هلسنكي                                                                               |
| اللغة الرسمية                                             | اللغة الإيطالية                                          | اللغة الفنلندية، اللغة السويدية                                                      |
| العملة                                                    | يورو، ليرة إيطالية                                       | يورو، ماركا فنلندية                                                                  |
| الناتج المحلي الإجمالي (بليون دولار)                      | 1.93 تريليون                                             | 251.88 مليار                                                                         |
| الناتج المحلي الإجمالي (تعادل القوة الشرائية) بليون دولار | 2.26 تريليون                                             | 231.84 مليار                                                                         |
| الناتج المحلي الإجمالي الاسمي للفرد دولار أمريكي          | 29.96 ألف                                                | 42.31 ألف                                                                            |
| الناتج المحلي الإجمالي للفرد دولار أمريكي                 | 35.46 ألف                                                | 40.68 ألف                                                                            |
| مؤشر التنمية البشرية                                      | 0.873                                                    | 0.883                                                                                |
| رمز المكالمات الدولي                                      | +39                                                      | +358                                                                                 |
| رمز الإنترنت                                              | .it                                                      | .fi                                                                                  |
| المنطقة الزمنية                                           | توقيت وسط أوروبا، ت ع م+01:00، ت ع م+02:00، أوروبا/روما ‏ | ت ع م+02:00، ت ع م+03:00، أوروبا/هلسنكي ‏، توقيت شرق أوروبا، توقيت شرق أوروبا الصيفي ‏ |

## مدن متوأمة
في ما يلي قائمة باتفاقيات التوأمة بين مدن إيطالية وفنلندية:
- ترتبط باراجانو مع Jalasjärvi [الإنجليزية]‏ باتفاقية توأمة.
- ترتبط Stia [الإنجليزية]‏ مع Mynämäki [الإنجليزية]‏ باتفاقية توأمة.
- ترتبط أورفييتو مع سينايوكي باتفاقية توأمة.[16][17]
- ترتبط لانتشانو مع Perho [الإنجليزية]‏ باتفاقية توأمة.
- ترتبط فلورنسا مع توركو باتفاقية توأمة منذ 19 مايو 2008.[18][18][18][18]
- ترتبط مونتيبيلونا مع إيماترا باتفاقية توأمة.
- ترتبط مينتورنو مع يوفاسكولا باتفاقية توأمة.
- ترتبط بيلاجيو مع كاركيلا باتفاقية توأمة.
- ترتبط كاستليوني دل لاغو مع لمبالا باتفاقية توأمة.

## منظمات دولية مشتركة
يشترك البلدان في عضوية مجموعة من المنظمات الدولية، منها:
| علم المنظمة | اسم المنظمة                               | تاريخ انضمام إيطاليا | تاريخ انضمام فنلندا |
| ----------- | ----------------------------------------- | -------------------- | ------------------- |
|             | مجلس أوروبا                               | 5 مايو 1949          | 5 مايو 1989         |
|             | منظمة التعاون الاقتصادي والتنمية          | 29 مارس 1962         | 1969                |
|             | منظمة التجارة العالمية                    | 1995                 | 1995                |
|             | المنظمة الأوروبية لسلامة الملاحة الجوية   | 1996                 | 2001                |
|             | المرصد الأوروبي الجنوبي                   | 1982                 | 2004                |
|             | الاتحاد البريدي العالمي                   | ?                    | ?                   |
|             | الاتحاد الأوروبي                          | 25 مارس 1957         | 1995                |
|             | الوكالة الدولية للطاقة                    | ?                    | ?                   |
|             | مجموعة الموردين النوويين                  | ?                    | ?                   |
|             | يونسكو                                    | ?                    | 10 أكتوبر 1956      |
|             | اتفاقية السماوات المفتوحة                 | ?                    | ?                   |
|             | الفريق المعني برصد الأرض                  | ?                    | ?                   |
|             | مؤسسة التمويل الدولية                     | 27 ديسمبر 1956       | 20 يوليو 1956       |
|             | المركز الدولي لتسوية المنازعات الاستشارية | 28 أبريل 1971        | 8 فبراير 1969       |
|             | بنك التنمية الآسيوي                       | 1966                 | 1966                |
|             | منظمة حظر الأسلحة الكيميائية              | ?                    | ?                   |
|             | مؤسسة التنمية الدولية                     | 24 سبتمبر 1960       | 29 ديسمبر 1960      |
|             | مجموعة أستراليا                           | 1985                 | 1991                |
|             | منظمة الأمن والتعاون في أوروبا            | 25 يونيو 1973        | 25 يونيو 1973       |
|             | مركز تنسيق الحركة في أوروبا ‏              | ?                    | ?                   |
|             | نظام تحكم تكنولوجيا القذائف               | 1987                 | 1991                |
|             | وكالة ضمان الاستثمار متعدد الأطراف        | 29 أبريل 1988        | 28 ديسمبر 1988      |
|             | الاتحاد الدولي للاتصالات                  | 1866                 | 1 سبتمبر 1920       |
|             | منظمة الشرطة الجنائية الدولية             | ?                    | ?                   |
|             | الأمم المتحدة                             | 14 ديسمبر 1955       | 14 ديسمبر 1955      |
|             | البنك الدولي للإنشاء والتعمير             | 27 مارس 1947         | 14 يناير 1948       |
|             | وكالة الفضاء الأوروبية                    | ?                    | 1969                |
|             | المنظمة الهيدروغرافية الدولية             | ?                    | ?                   |
|             | البنك الإفريقي للتنمية                    | ?                    | ?                   |

## وصلات خارجية
- موقع وزارة الخارجية الإيطالية
- موقع وزارة الخارجية الفنلندية